# Kína a 2014. évi téli olimpiai játékokon
Kína az oroszországi Szocsiban megrendezett 2014. évi téli olimpiai játékok egyik részt vevő nemzete volt. Az országot az olimpián 9 sportágban 66 sportoló képviselte, akik összesen 9 érmet szereztek.

## Érmesek
| Érem  | Versenyző                                    | Sportág                    | Versenyszám        |
| ----- | -------------------------------------------- | -------------------------- | ------------------ |
| Arany | Csang Hung (Zhang Hong)                      | Gyorskorcsolya             | Női 1000 m         |
| Arany | Li Jianrou                                   | Rövidpályás gyorskorcsolya | Női 500 m          |
| Arany | Csou Jang                                    | Rövidpályás gyorskorcsolya | Női 1500 m         |
| Ezüst | Han Tianyu                                   | Gyorskorcsolya             | Férfi 1500 m       |
| Ezüst | Wu Dajing                                    | Rövidpályás gyorskorcsolya | Férfi 500 m        |
| Ezüst | Kexin Fan                                    | Rövidpályás gyorskorcsolya | Női 1000 m         |
| Ezüst | Xu Mengtao                                   | Síakrobatika               | Női ugrás          |
| Bronz | Dequan Chen Han Tianyu Shi Jingnan Dajing Wu | Rövidpályás gyorskorcsolya | Férfi 5000 m váltó |
| Bronz | Jia Zongyang                                 | Síakrobatika               | Férfi ugrás        |

## Alpesisí
Férfi
| Versenyző   | Versenyszám      | 1. futam      | 1. futam      | 2. futam      | 2. futam      | Összesítés | Összesítés |
| Versenyző   | Versenyszám      | Idő           | Hely.         | Idő           | Hely.         | Idő        | Helyezés   |
| ----------- | ---------------- | ------------- | ------------- | ------------- | ------------- | ---------- | ---------- |
| Zhang Yuxin | Műlesiklás       | nem ért célba | nem ért célba | kiesett       | kiesett       | kiesett    | kiesett    |
| Zhang Yuxin | Óriás-műlesiklás | 1:38,45       | 74.           | nem ért célba | nem ért célba | kiesett    | kiesett    |

Női
| Versenyző | Versenyszám      | 1. futam      | 1. futam      | 2. futam | 2. futam | Összesítés | Összesítés |
| Versenyző | Versenyszám      | Idő           | Hely.         | Idő      | Hely.    | Idő        | Helyezés   |
| --------- | ---------------- | ------------- | ------------- | -------- | -------- | ---------- | ---------- |
| Xia Lina  | Műlesiklás       | nem ért célba | nem ért célba | kiesett  | kiesett  | kiesett    | kiesett    |
| Xia Lina  | Óriás-műlesiklás | 1:37,03       | 73.           | 1:38,59  | 66.      | 3:15,62    | 66.        |

## Biatlon
Férfi
| Versenyző | Versenyszám            | Időeredmény | Lövőhiba    | Helyezés |
| --------- | ---------------------- | ----------- | ----------- | -------- |
| Ren Long  | 10 km sprint           | 28:53,2     | 4 (0+4)     | 83.      |
| Ren Long  | 20 km egyéni indításos | 56:35,8     | 4 (1+2+0+1) | 66.      |

Női
| Versenyző                                   | Versenyszám            | Időeredmény | Lövőhiba    | Helyezés |
| ------------------------------------------- | ---------------------- | ----------- | ----------- | -------- |
| Zhang Yan                                   | 7,5 km sprint          | 23:09,4     | 0 (0+0)     | 49.      |
| Zhang Yan                                   | 10 km üldözőverseny    | 36:12,1     | 2 (0+2+0+0) | 53.      |
| Zhang Yan                                   | 15 km egyéni indításos | 49:57,0     | 0 (0+0+0+0) | 46.      |
| Tang Jialin                                 | 7,5 km sprint          | 23:26,7     | 2 (0+2)     | 55.      |
| Tang Jialin                                 | 10 km üldözőverseny    | 34:40,4     | 2 (0+1+0+1) | 50.      |
| Tang Jialin                                 | 15 km egyéni indításos | 51:03,7     | 3 (0+1+0+2) | 57.      |
| Song Chaoqing                               | 7,5 km sprint          | 23:49,5     | 1 (1+0)     | 63.      |
| Song Na                                     | 7,5 km sprint          | 27:01,5     | 4 (3+1)     | 83.      |
| Song Na                                     | 15 km egyéni indításos | 59:43,3     | 6 (0+2+2+2) | 77.      |
| Song Chaoqing Zhang Yan Tang Jialin Song Na | 4 × 6 km váltó         | lekörözték  | 0+11        | 15.      |

## Curling

### Férfi
- Liu Rui
- Xu Xiaoming
- Ba Dexin
- Zang Jialiang
- Zou Dejia

Csoportkör
| Nemzet           | Skip           | Gy | V | P+ | P- | Gy end | V end | Üres endek | Saját rabolt endek | Lökés % |
| ---------------- | -------------- | -- | - | -- | -- | ------ | ----- | ---------- | ------------------ | ------- |
| Svédország       | Niklas Edin    | 8  | 1 | 60 | 44 | 38     | 30    | 18         | 8                  | 86%     |
| Kanada           | Brad Jacobs    | 7  | 2 | 69 | 53 | 39     | 36    | 14         | 7                  | 84%     |
| Kína             | Liu Rui        | 7  | 2 | 67 | 50 | 41     | 37    | 10         | 5                  | 85%     |
| Nagy-Britannia   | David Murdoch  | 5  | 4 | 51 | 49 | 37     | 35    | 15         | 7                  | 83%     |
| Norvégia         | Thomas Ulsrud  | 5  | 4 | 52 | 56 | 36     | 34    | 18         | 5                  | 86%     |
| Dánia            | Rasmus Stjerne | 4  | 5 | 54 | 61 | 32     | 37    | 16         | 4                  | 81%     |
| Oroszország      | Andrej Drozdov | 3  | 6 | 58 | 70 | 36     | 38    | 13         | 6                  | 77%     |
| Svájc            | Sven Michel    | 3  | 6 | 47 | 46 | 31     | 34    | 22         | 7                  | 82%     |
| Egyesült Államok | John Shuster   | 2  | 7 | 47 | 58 | 30     | 39    | 14         | 7                  | 79%     |
| Németország      | John Jahr      | 1  | 8 | 53 | 74 | 38     | 39    | 10         | 8                  | 75%     |

- Nagy-Britannia és Norvégia azonos győzelem-vereség aránnyal állt 9 mérkőzés után, emiatt a továbbjutásról közöttük egy újabb mérkőzés döntött, amelyet Nagy-Britannia nyert meg.

- február 10., 9:00 (6:00)

| Sheet C         | 1 | 2 | 3 | 4 | 5 | 6 | 7 | 8 | 9 | 10 | VE |
| Dánia (Stjerne) | 0 | 0 | 0 | 0 | 1 | 0 | 1 | 0 | 2 | 0  | 4  |
| Kína (Liu)      | 0 | 2 | 1 | 0 | 0 | 0 | 0 | 3 | 0 | 1  | 7  |

- február 11., 14:00 (11:00)

| Sheet B                    | 1 | 2 | 3 | 4 | 5 | 6 | 7 | 8 | 9 | 10 | VE |
| Egyesült Államok (Shuster) | 0 | 1 | 0 | 2 | 0 | 1 | 0 | 0 | X | X  | 4  |
| Kína (Liu)                 | 1 | 0 | 3 | 0 | 2 | 0 | 1 | 2 | X | X  | 9  |

- február 12., 9:00 (6:00)

| Sheet D        | 1 | 2 | 3 | 4 | 5 | 6 | 7 | 8 | 9 | 10 | VE |
| Kína (Liu)     | 0 | 2 | 0 | 1 | 0 | 0 | 0 | 1 | 0 | 1  | 5  |
| Svájc (Michel) | 0 | 0 | 2 | 0 | 1 | 0 | 0 | 0 | 1 | 0  | 4  |

- február 12., 19:00 (16:00)

| Sheet A            | 1 | 2 | 3 | 4 | 5 | 6 | 7 | 8 | 9 | 10 | VE |
| Németország (Jahr) | 0 | 1 | 0 | 2 | 0 | 2 | 1 | 0 | 1 | 0  | 7  |
| Kína (Liu)         | 2 | 0 | 3 | 0 | 2 | 0 | 0 | 1 | 0 | 3  | 11 |

- február 14., 9:00 (6:00)

| Sheet B           | 1 | 2 | 3 | 4 | 5 | 6 | 7 | 8 | 9 | 10 | 11 | VE |
| Svédország (Edin) | 0 | 0 | 1 | 0 | 1 | 0 | 1 | 2 | 0 | 0  | 1  | 6  |
| Kína (Liu)        | 0 | 2 | 0 | 1 | 0 | 1 | 0 | 0 | 0 | 1  | 0  | 5  |

- február 14., 19:00 (16:00)

| Sheet C           | 1 | 2 | 3 | 4 | 5 | 6 | 7 | 8 | 9 | 10 | VE |
| Kína (Liu)        | 1 | 0 | 0 | 2 | 0 | 2 | 0 | 1 | 0 | 1  | 7  |
| Norvégia (Ulsrud) | 0 | 0 | 2 | 0 | 1 | 0 | 1 | 0 | 1 | 0  | 5  |

- február 15., 14:00 (11:00)

| Sheet D               | 1 | 2 | 3 | 4 | 5 | 6 | 7 | 8 | 9 | 10 | VE |
| Oroszország (Drozdov) | 0 | 0 | 2 | 0 | 1 | 0 | 1 | 0 | 2 | X  | 6  |
| Kína (Liu)            | 2 | 1 | 0 | 2 | 0 | 2 | 0 | 2 | 0 | X  | 9  |

- február 16., 19:00 (16:00)

| Sheet B         | 1 | 2 | 3 | 4 | 5 | 6 | 7 | 8 | 9 | 10 | 11 | VE |
| Kína (Liu)      | 0 | 0 | 2 | 0 | 3 | 1 | 0 | 0 | 0 | 2  | 0  | 8  |
| Kanada (Jacobs) | 0 | 2 | 0 | 1 | 0 | 0 | 2 | 1 | 2 | 0  | 1  | 9  |

- február 17., 14:00 (11:00)

| Sheet A                  | 1 | 2 | 3 | 4 | 5 | 6 | 7 | 8 | 9 | 10 | VE |
| Kína (Liu)               | 1 | 0 | 0 | 2 | 0 | 0 | 1 | 1 | 0 | 1  | 6  |
| Nagy-Britannia (Murdoch) | 0 | 1 | 1 | 0 | 0 | 1 | 0 | 0 | 2 | 0  | 5  |

Elődöntő
- február 19., 19:00 (16:00)

| Csapat          | 1 | 2 | 3 | 4 | 5 | 6 | 7 | 8 | 9 | 10 | VE |
| Kanada (Jacobs) | 1 | 0 | 2 | 0 | 1 | 0 | 3 | 0 | 3 | X  | 10 |
| Kína (Liu)      | 0 | 1 | 0 | 1 | 0 | 2 | 0 | 2 | 0 | X  | 6  |

Bronzmérkőzés
- február 21., 12:30 (09:30)

| Csapat            | 1 | 2 | 3 | 4 | 5 | 6 | 7 | 8 | 9 | 10 | 11 | VE |
| Svédország (Edin) | 0 | 1 | 0 | 1 | 0 | 0 | 1 | 0 | 0 | 1  | 2  | 6  |
| Kína (Liu)        | 0 | 0 | 1 | 0 | 0 | 2 | 0 | 0 | 1 | 0  | 0  | 4  |

| Csapat | Helyezés |
| ------ | -------- |
| Kína   | 4.       |

### Női
- Wang Bingyu
- Liu Yin
- Yue Qingshuang
- Zhou Yan
- Jiang Yilun

Csoportkör
| Nemzet           | Skip                   | Gy | V | P+ | P- | Gy end | V end | Üres endek | Saját rabolt endek | Lökés % |
| ---------------- | ---------------------- | -- | - | -- | -- | ------ | ----- | ---------- | ------------------ | ------- |
| Kanada           | Jennifer Jones         | 9  | 0 | 72 | 40 | 43     | 27    | 12         | 14                 | 86%     |
| Svédország       | Margaretha Sigfridsson | 7  | 2 | 58 | 52 | 37     | 35    | 13         | 7                  | 80%     |
| Svájc            | Mirjam Ott             | 5  | 4 | 63 | 60 | 37     | 38    | 13         | 7                  | 78%     |
| Nagy-Britannia   | Eve Muirhead           | 5  | 4 | 74 | 58 | 39     | 35    | 9          | 11                 | 80%     |
| Japán            | Ogaszavara Ajumi       | 4  | 5 | 59 | 67 | 39     | 41    | 4          | 10                 | 76%     |
| Dánia            | Lene Nielsen           | 4  | 5 | 57 | 56 | 34     | 40    | 12         | 9                  | 78%     |
| Kína             | Vang Ping-jü           | 4  | 5 | 58 | 62 | 36     | 38    | 10         | 4                  | 81%     |
| Dél-Korea        | Kim Ji-sun             | 3  | 6 | 60 | 65 | 35     | 37    | 10         | 6                  | 79%     |
| Oroszország      | Anna Szidorova         | 3  | 6 | 48 | 56 | 33     | 35    | 19         | 6                  | 82%     |
| Egyesült Államok | Erika Brown            | 1  | 8 | 42 | 75 | 33     | 40    | 8          | 5                  | 76%     |

- február 10., 14:00 (11:00)

| Sheet A        | 1 | 2 | 3 | 4 | 5 | 6 | 7 | 8 | 9 | 10 | VE |
| Kína (Wang)    | 0 | 0 | 0 | 1 | 0 | 1 | 0 | X | X | X  | 2  |
| Kanada (Jones) | 0 | 2 | 1 | 0 | 3 | 0 | 3 | X | X | X  | 9  |

- február 11., 19:00 (16:00)

| Sheet D                 | 1 | 2 | 3 | 4 | 5 | 6 | 7 | 8 | 9 | 10 | VE |
| Kína (Wang)             | 0 | 0 | 1 | 0 | 0 | 2 | 0 | 3 | 0 | 1  | 7  |
| Oroszország (Szidorova) | 0 | 2 | 0 | 1 | 0 | 0 | 1 | 0 | 1 | 0  | 5  |

- február 12., 14:00 (11:00)

| Sheet B                  | 1 | 2 | 3 | 4 | 5 | 6 | 7 | 8 | 9 | 10 | VE |
| Egyesült Államok (Brown) | 1 | 0 | 1 | 0 | 0 | 1 | 0 | 0 | 1 | 0  | 4  |
| Kína (Wang)              | 0 | 1 | 0 | 0 | 2 | 0 | 0 | 2 | 0 | 2  | 7  |

- február 13., 9:00 (6:00)

| Sheet C                   | 1 | 2 | 3 | 4 | 5 | 6 | 7 | 8 | 9 | 10 | VE |
| Kína (Wang)               | 2 | 0 | 1 | 0 | 1 | 0 | 1 | 0 | 2 | 0  | 7  |
| Nagy-Britannia (Muirhead) | 0 | 2 | 0 | 2 | 0 | 2 | 0 | 1 | 0 | 1  | 8  |

- február 14., 14:00 (11:00)

| Sheet A         | 1 | 2 | 3 | 4 | 5 | 6 | 7 | 8 | 9 | 10 | VE |
| Dél-Korea (Kim) | 0 | 0 | 2 | 0 | 0 | 1 | 0 | 0 | X | X  | 3  |
| Kína (Wang)     | 0 | 3 | 0 | 0 | 3 | 0 | 3 | 2 | X | X  | 11 |

- február 15., 9:00 (6:00)

| Sheet B                  | 1 | 2 | 3 | 4 | 5 | 6 | 7 | 8 | 9 | 10 | VE |
| Kína (Wang)              | 0 | 2 | 1 | 0 | 0 | 2 | 0 | 1 | 0 | 1  | 7  |
| Svédország (Sigfridsson) | 0 | 0 | 0 | 1 | 1 | 0 | 2 | 0 | 2 | 0  | 6  |

- február 15., 19:00 (16:00)

| Sheet D         | 1 | 2 | 3 | 4 | 5 | 6 | 7 | 8 | 9 | 10 | VE |
| Dánia (Nielsen) | 0 | 2 | 0 | 1 | 2 | 0 | 0 | 0 | 3 | 1  | 9  |
| Kína (Wang)     | 2 | 0 | 2 | 0 | 0 | 1 | 0 | 1 | 0 | 0  | 6  |

- február 17., 9:00 (6:00)

| Sheet C            | 1 | 2 | 3 | 4 | 5 | 6 | 7 | 8 | 9 | 10 | VE |
| Japán (Ogaszavara) | 2 | 0 | 1 | 0 | 2 | 0 | 1 | 0 | 2 | X  | 8  |
| Kína (Wang)        | 0 | 2 | 0 | 1 | 0 | 1 | 0 | 1 | 0 | X  | 5  |

- február 17., 19:00 (16:00)

| Sheet A     | 1 | 2 | 3 | 4 | 5 | 6 | 7 | 8 | 9 | 10 | VE |
| Kína (Wang) | 0 | 0 | 2 | 1 | 0 | 1 | 0 | 0 | 2 | 0  | 6  |
| Svájc (Ott) | 1 | 3 | 0 | 0 | 2 | 0 | 0 | 3 | 0 | 1  | 10 |

| Csapat | Helyezés |
| ------ | -------- |
| Kína   | 7.       |

## Gyorskorcsolya
Férfi
| Versenyző     | Versenyszám | 1. futam | 1. futam | 2. futam | 2. futam | Eredmény | Helyezés |
| Versenyző     | Versenyszám | Idő      | Hely.    | Idő      | Hely.    | Eredmény | Helyezés |
| ------------- | ----------- | -------- | -------- | -------- | -------- | -------- | -------- |
| Bai Qiuming   | 500 m       | 35,73    | 36.      | 35,71    | 36.      | 71,45    | 35.      |
| Mu Zhongsheng | 500 m       | 35,59    | 31.      | 35,65    | 32.      | 71,25    | 30.      |
| Tian Guojun   | 1000 m      |          |          |          |          | 1:11,17  | 33.      |
| Tian Guojun   | 1500 m      |          |          |          |          | 1:47,95  | 21.      |

Női
| Versenyző               | Versenyszám | 1. futam | 1. futam | 2. futam | 2. futam | Eredmény | Helyezés |
| Versenyző               | Versenyszám | Idő      | Hely.    | Idő      | Hely.    | Eredmény | Helyezés |
| ----------------------- | ----------- | -------- | -------- | -------- | -------- | -------- | -------- |
| Qi Shuai                | 500 m       | 38,89    | 19.      | 38,99    | 23.      | 77,89    | 23.      |
| Wang Beixing            | 500 m       | 37,82    | 6.       | 37,86    | 6.       | 75,68    | 7.       |
| Wang Beixing            | 1000 m      |          |          |          |          | 1:16,59  | 14.      |
| Li Dan                  | 1000 m      |          |          |          |          | 1:20,20  | 34.      |
| Csang Hung (Zhang Hong) | 500 m       | 37,58    | 3.       | 37,99    | 7.       | 75,58    | 4.       |
| Csang Hung (Zhang Hong) | 1000 m      |          |          |          |          | 1:14,02  |          |
| Csang Suang             | 500 m       | 39,40    | 31.      | 39,25    | 28.      | 78,65    | 31.      |
| Zhao Xin                | 1500 m      |          |          |          |          | 2:00,27  | 23.      |
| Li Qishi                | 1500 m      |          |          |          |          | 2:00,89  | 27.      |

## Műkorcsolya
| Versenyző              | Versenyszám  | Rövid program | Rövid program | Kűr    | Kűr   | Összesítés | Összesítés |
| Versenyző              | Versenyszám  | Pont          | Hely.         | Pont   | Hely. | Pont       | Helyezés   |
| ---------------------- | ------------ | ------------- | ------------- | ------ | ----- | ---------- | ---------- |
| Yan Han                | Férfi egyéni | 85,66         | 8.            | 160,54 | 7.    | 246,20     | 7.         |
| Zhang Kexin            | Női egyéni   | 55,80         | 14.           | 98,41  | 15.   | 154,21     | 15.        |
| Li Zijun               | Női egyéni   | 57,55         | 11.           | 110,75 | 14.   | 168,30     | 14.        |
| Zhang Hao / Peng Cheng | Páros        | 70,59         | 7.            | 125,13 | 8.    | 195,72     | 8.         |
| Pang Qing / Tong Jian  | Páros        | 73,30         | 4.            | 136,58 | 3.    | 209,88     | 4.         |

| Versenyző                 | Versenyszám | Eredeti (original) tánc | Eredeti (original) tánc | Kűr     | Kűr     | Összesítés | Összesítés |
| Versenyző                 | Versenyszám | Pont                    | Hely.                   | Pont    | Hely.   | Pont       | Helyezés   |
| ------------------------- | ----------- | ----------------------- | ----------------------- | ------- | ------- | ---------- | ---------- |
| Huang Xintong / Zheng Xun | Jégtánc     | 48,96                   | 23.                     | kiesett | kiesett | kiesett    | kiesett    |

| Versenyző                                                                            | Versenyszám   | Rövid program | Rövid program | Rövid program | Rövid program | Rövid program | Rövid program | Kűr         | Kűr         | Kűr         | Kűr         | Összesen | Összesen |
| Versenyző                                                                            | Versenyszám   | Férfi         | Páros         | Jégtánc       | Női           | Összesen      | Összesen      | Páros       | Férfi       | Jégtánc     | Női         | Összesen | Összesen |
| Versenyző                                                                            | Versenyszám   | Pont Csapat   | Pont Csapat   | Pont Csapat   | Pont Csapat   | Pont          | Hely.         | Pont Csapat | Pont Csapat | Pont Csapat | Pont Csapat | Pont     | Hely.    |
| ------------------------------------------------------------------------------------ | ------------- | ------------- | ------------- | ------------- | ------------- | ------------- | ------------- | ----------- | ----------- | ----------- | ----------- | -------- | -------- |
| Yan Han (F) Zhang Kexin (N) Zhang Hao / Peng Cheng (P) Huang Xintong / Zheng Xun (J) | Csapatverseny | 85,52 7       | 71,01 8       | 47,88 1       | 54,58 4       | 20            | 7.            | kiesett     | kiesett     | kiesett     | kiesett     | kiesett  | kiesett  |

## Rövidpályás gyorskorcsolya
Férfi
| Versenyző                                    | Versenyszám      | Előfutam | Előfutam | Negyeddöntő | Negyeddöntő | Elődöntő | Elődöntő | B döntő  | B döntő | Döntő    | Döntő   | Helyezés |
| Versenyző                                    | Versenyszám      | Idő      | Hely.    | Idő         | Hely.       | Idő      | Hely.    | Idő      | Hely.   | Idő      | Hely.   | Helyezés |
| -------------------------------------------- | ---------------- | -------- | -------- | ----------- | ----------- | -------- | -------- | -------- | ------- | -------- | ------- | -------- |
| Han Tianyu                                   | 500 m            | 41,592   | 1.       | 41,390      | 1.          | 41,151   | 3.       | 41,534   | 1.      |          |         | 5.       |
| Han Tianyu                                   | 1000 m           | 1:26,530 | 2.       | 1:24,490    | 2.          | 1:24,611 | 4.       | 1:29,334 | 1.      |          |         | 5.       |
| Han Tianyu                                   | 1500 m           | 2:20,911 | 2.       |             |             | 2:15,858 | 1.       |          |         | 2:15,055 | 2.      |          |
| Liang Wenhao                                 | 500 m            | 41,647   | 1.       | 41,817      | 2.          | 41,221   | 2.       |          |         | 1:13,590 | 4.      | 4.       |
| Liang Wenhao                                 | 1000 m           | 1:28,065 | 4.       | kiesett     | kiesett     | kiesett  | kiesett  | kiesett  | kiesett | kiesett  | kiesett | 28.      |
| Wu Dajing                                    | 500 m            | 41,712   | 1.       | 41,056      | 1.          | 40,846   | 1.       |          |         | 41,516   | 2.      |          |
| Wu Dajing                                    | 1000 m           | 1:24,950 | 1.       | 1:24,753    | 1.          | 1:24,239 | 2.       |          |         | 1:25,772 | 4.      | 4.       |
| Chen Dequan                                  | 1500 m           | 2:16,535 | 3.       |             |             | 2:21,697 | 2.       |          |         | 2:15,626 | 5.      | 5.       |
| Shi Jingnan                                  | 1500 m           | 2:51,512 | 6.       |             |             | kiesett  | kiesett  | kiesett  | kiesett | kiesett  | kiesett | 35.      |
| Chen Dequan Han Tianyu Shi Jingnan Wu Dajing | 5000 méter váltó |          |          |             |             | 6:44,521 | 2.       |          |         | 6:48,341 | 3.      |          |

Női
| Versenyző                                  | Versenyszám      | Előfutam | Előfutam | Negyeddöntő | Negyeddöntő | Elődöntő | Elődöntő | B döntő | B döntő | Döntő         | Döntő    | Helyezés    |
| Versenyző                                  | Versenyszám      | Idő      | Hely.    | Idő         | Hely.       | Idő      | Hely.    | Idő     | Hely.   | Idő           | Hely.    | Helyezés    |
| ------------------------------------------ | ---------------- | -------- | -------- | ----------- | ----------- | -------- | -------- | ------- | ------- | ------------- | -------- | ----------- |
| Fan Kexin                                  | 500 m            | 43,356   | 1.       | 43,288      | 1.          | 1:24,431 | 4. ADV   | 44,297  | 2.      |               |          | 5.          |
| Fan Kexin                                  | 1000 m           | 1:31,713 | 2.       | 1:29,380    | 2.          | 1:32,618 | 2.       |         |         | 1:30,811      | 2.       |             |
| Li Jianrou                                 | 500 m            | 43,633   | 2.       | 43,486      | 2.          | 43,841   | 2.       |         |         | 43,841        | 1.       |             |
| Li Jianrou                                 | 1000 m           | 1:31,187 | 1.       | 1:32,129    | 2.          | büntetés | büntetés | kiesett | kiesett | kiesett       | kiesett  | 8.          |
| Li Jianrou                                 | 1500 m           | 2:27,758 | 3.       |             |             | 2:22,866 | 1.       |         |         | nem ért célba | 6.       | 12.         |
| Liu Qiuhong                                | 500 m            | 43,542   | 1.       | 43,478      | 1.          | 43,916   | 3.       | 44,188  | 1.      |               |          | 4.          |
| Liu Qiuhong                                | 1000 m           | büntetés | büntetés | kiesett     | kiesett     | kiesett  | kiesett  | kiesett | kiesett | kiesett       | kiesett  | helyezetlen |
| Liu Qiuhong                                | 1500 m           | 2:24,640 | 4.       |             |             | kiesett  | kiesett  | kiesett | kiesett | kiesett       | kiesett  | 21.         |
| Zhou Yang                                  | 1500 m           | 2:26,543 | 1.       |             |             | 2:18,825 | 1.       |         |         | 2:19,140      | 1.       |             |
| Fan Kexin Li Jianrou Liu Qiuhong Zhou Yang | 3000 méter váltó |          |          |             |             | 4:09,555 | 1.       |         |         | büntetés      | büntetés | 7.          |

## Síakrobatika
Ugrás
| Versenyző     | Versenyszám | Selejtező  | Selejtező  | Selejtező  | Selejtező  | Döntő      | Döntő      | Döntő      | Döntő      | Döntő      | Helyezés |
| Versenyző     | Versenyszám | 1. forduló | 1. forduló | 2. forduló | 2. forduló | 1. forduló | 1. forduló | 2. forduló | 2. forduló | 3. forduló | Helyezés |
| Versenyző     | Versenyszám | Pont       | Hely.      | Pont       | Hely.      | Pont       | Hely.      | Pont       | Hely.      | Pont       | Helyezés |
| ------------- | ----------- | ---------- | ---------- | ---------- | ---------- | ---------- | ---------- | ---------- | ---------- | ---------- | -------- |
| Jia Zongyang  | Férfi       | 118,59     | 1. D       |            |            | 110,41     | 4.         | 117,70     | 1.         | 95,06      |          |
| Qi Guangpu    | Férfi       | 113,57     | 4. D       |            |            | 121;24     | 1.         | 116,74     | 2.         | 90,00      | 4.       |
| Wu Chao       | Férfi       | 110,62     | 5. D       |            |            | 82,30      | 11.        | kiesett    | kiesett    | kiesett    | 11.      |
| Liu Zhongqing | Férfi       | 80,09      | 18.        | 77,83      | 15.        | kiesett    | kiesett    | kiesett    | kiesett    | kiesett    | 21.      |
| Li Nina       | Női         | 86,71      | 2. D       |            |            | 90,24      | 4.         | 89,53      | 3.         | 46,02      | 4.       |
| Cheng Shuang  | Női         | 83,19      | 4. D       |            |            | 80,01      | 7.         | 87,42      | 5.         | kiesett    | 5.       |
| Xu Mengtao    | Női         | 71,44      | 11.        | 87,15      | 2.         | 90,65      | 3.         | 101,08     | 1.         | 83,50      |          |
| Zhang Xin     | Női         | 60,98      | 17.        | 77,49      | 7.         | kiesett    | kiesett    | kiesett    | kiesett    | kiesett    | 13.      |

Mogul
| Versenyző | Versenyszám | Selejtező | Selejtező | Selejtező | Selejtező | Selejtező | Selejtező | Döntő    | Döntő    | Döntő    | Döntő    | Döntő    | Döntő    | Döntő    | Döntő    | Helyezés |
| Versenyző | Versenyszám | 1. futam  | 1. futam  | 1. futam  | 2. futam  | 2. futam  | 2. futam  | 1. futam | 1. futam | 1. futam | 2. futam | 2. futam | 2. futam | 3. futam | 3. futam | Helyezés |
| Versenyző | Versenyszám | Idő       | Pont      | Hely.     | Idő       | Pont      | Hely.     | Idő      | Pont     | Hely.    | Idő      | Pont     | Hely.    | Idő      | Pont     | Helyezés |
| --------- | ----------- | --------- | --------- | --------- | --------- | --------- | --------- | -------- | -------- | -------- | -------- | -------- | -------- | -------- | -------- | -------- |
| Ning Qin  | Női         | 32,10     | 16,83     | 21.       | 31,60     | 17,75     | 9.        | 32,04    | 17,26    | 18.      | kiesett  | kiesett  | kiesett  | kiesett  | kiesett  | 18.      |

## Sífutás
Férfi
| Versenyző              | Versenyszám  | Selejtező     | Selejtező     | Negyeddöntő | Negyeddöntő | Elődöntő   | Elődöntő   | Döntő     | Döntő       |
| Versenyző              | Versenyszám  | Idő           | Hely.         | Idő         | Hely.       | Idő        | Hely.      | Idő       | Helyezés    |
| ---------------------- | ------------ | ------------- | ------------- | ----------- | ----------- | ---------- | ---------- | --------- | ----------- |
| Sun Qinghai            | 15 km        |               |               |             |             |            |            | 45:28,2   | 72.         |
| Sun Qinghai            | Sprint       | 3:37,71       | 26.           | 3:47,26     | 6.          | kiesett    | kiesett    | kiesett   | 28.         |
| Xu Wenlong             | 30 km        |               |               |             |             |            |            | 1:16:53,3 | 59.         |
| Xu Wenlong             | 50 km        |               |               |             |             |            |            | 2:08:02,0 | 60.         |
| Xu Wenlong             | Sprint       | nem ért célba | nem ért célba | kiesett     | kiesett     | kiesett    | kiesett    | kiesett   | helyezetlen |
| Sun Qinghai Xu Wenlong | Csapatsprint |               |               |             |             | nem indult | nem indult | kiesett   | helyezetlen |

Női
| Versenyző             | Versenyszám  | Selejtező | Selejtező | Negyeddöntő | Negyeddöntő | Elődöntő | Elődöntő | Döntő     | Döntő    |
| Versenyző             | Versenyszám  | Idő       | Hely.     | Idő         | Hely.       | Idő      | Hely.    | Idő       | Helyezés |
| --------------------- | ------------ | --------- | --------- | ----------- | ----------- | -------- | -------- | --------- | -------- |
| Li Hongxue            | 10 km        |           |           |             |             |          |          | 31:20,7   | 37.      |
| Li Hongxue            | 15 km        |           |           |             |             |          |          | 43:17,7   | 50.      |
| Li Hongxue            | 30 km        |           |           |             |             |          |          | 1:14:01,5 | 22.      |
| Li Hongxue            | Sprint       | 2:48,72   | 51.       | kiesett     | kiesett     | kiesett  | kiesett  | kiesett   | 51.      |
| Man Dandan            | 10 km        |           |           |             |             |          |          | 32:25,1   | 53.      |
| Man Dandan            | Sprint       | 2:40,29   | 32.*      | kiesett     | kiesett     | kiesett  | kiesett  | kiesett   | 32.*     |
| Man Dandan Li Hongxue | Csapatsprint |           |           |             |             | 17:40,90 | 8.       | kiesett   | 14.      |

* - egy másik versenyzővel azonos eredményt ért el

## Snowboard
Akrobatika
| Versenyző    | Versenyszám    | Selejtező | Selejtező | Selejtező | Elődöntő | Elődöntő | Elődöntő | Döntő    | Döntő    | Helyezés |
| Versenyző    | Versenyszám    | 1. futam  | 2. futam  | Hely.     | 1. futam | 2. futam | Hely.    | 1. futam | 2. futam | Helyezés |
| ------------ | -------------- | --------- | --------- | --------- | -------- | -------- | -------- | -------- | -------- | -------- |
| Wancheng Shi | Férfi halfpipe | 76,00     | 15,50     | 6.        | 15,50    | 78,50    | 5.       | 81,00    | 25,00    | 7.       |
| Yiwei Zhang  | Férfi halfpipe | 90,00     | 89,75     | 4.        | 45,00    | 79,25    | 4.       | 87,25    | 58,50    | 6.       |
| Li Shuang    | Női halfpipe   | 77,75     | 54,00     | 4.        | 80,00    | 56,75    | 3.       | 73,25    | 23,75    | 8.       |
| Sun Zhifeng  | Női halfpipe   | 70,00     | 45,75     | 6.        | 35,75    | 35,75    | 9.       | kiesett  | kiesett  | 15.      |
| Cai Xuetong  | Női halfpipe   | 74,25     | 88,00     | 3.        |          |          |          | 84,25    | 25,00    | 6.       |
| Liu Jiayu    | Női halfpipe   | 81,50     | 83,50     | 5.        | 81,25    | 29,00    | 2.       | 15,75    | 68,25    | 9.       |